# Sean de Silva
Sean de Silva (Puerto España, 17 de enero de 1990) es un futbolista de Trinidad y Tobago que juega en el College of Charleston Cougars Sports de Estados Unidos.
Antes del College of Charleston Cougars Sports, ha representado a Trinidad Tobago en categorías inferiores desde los 14 años. En septiembre de 2009 disputó el Mundial Sub-20 celebrado en Egipto con Trinidad y Tobago, también disputó en 2007 el Mundial Sub-17 celebrado en Corea del Sur, la primera de su selección. Fue galardonado con el MVP del Torneo de UFC en 2005.
El 28 de marzo de 2009 debutó con la selección absoluta de su país ante Panamá, entrando en el minuto 71.
- Datos: Q7441551